# Perkebunan Labuhan Haji
Perkebunan Labuhan Haji is een bestuurslaag in het regentschap Labuhan Batu Utara van de provincie Noord-Sumatra, Indonesië. Perkebunan Labuhan Haji telt 1085 inwoners (volkstelling 2010).